# Lumpenopsis clitella
Lumpenopsis clitella és una espècie de peix de la família dels estiquèids i de l'ordre dels perciformes.

## Descripció
- El mascle fa 5,3 cm de llargària màxima i la femella 5,4.
- 47-48 espines i cap radi tou a l'aleta dorsal.
- 1 espina i 30-31 radis tous a l'aleta anal.
- 53-54 vèrtebres.
- Absència d'escates a les galtes.
- Ulls relativament petits.
- 5-6 punts al llarg de l'aleta dorsal.
- Presenta poca pigmentació per sota de la línia mitjana.
- Aleta caudal arrodonida.[4][8]

## Hàbitat i distribució geogràfica
És un peix marí, demersal (entre 54 i 100 m de fondària) i de clima temperat, el qual viu al Pacífic oriental central: el sud de Califòrnia (els Estats Units).

## Observacions
És inofensiu per als humans.